# السودة (وضرة)

تعديل مصدري - تعديل

السودة هي إحدى قرى عزلة العميسي بمديرية وضرة التابعة لمحافظة حجة، بلغ تعداد سكانها 10 نسمة حسب تعداد اليمن لعام 2004.